# Кап-Кутан
Кап-Кутан (рос. Кап-Кутан) — карстова печера в Туркменістані, на гірському хребті Кугітангтау, південному продовженні Байсунтау, гірської системи Паміро-Алай. Печера комплексного (горизонтально-вертикального) типу простягання. Загальна протяжність — 21600 м. Глибина печери становить 155 м. Категорія складності проходження ходів печери — 2А.